# Christiaan de Wet

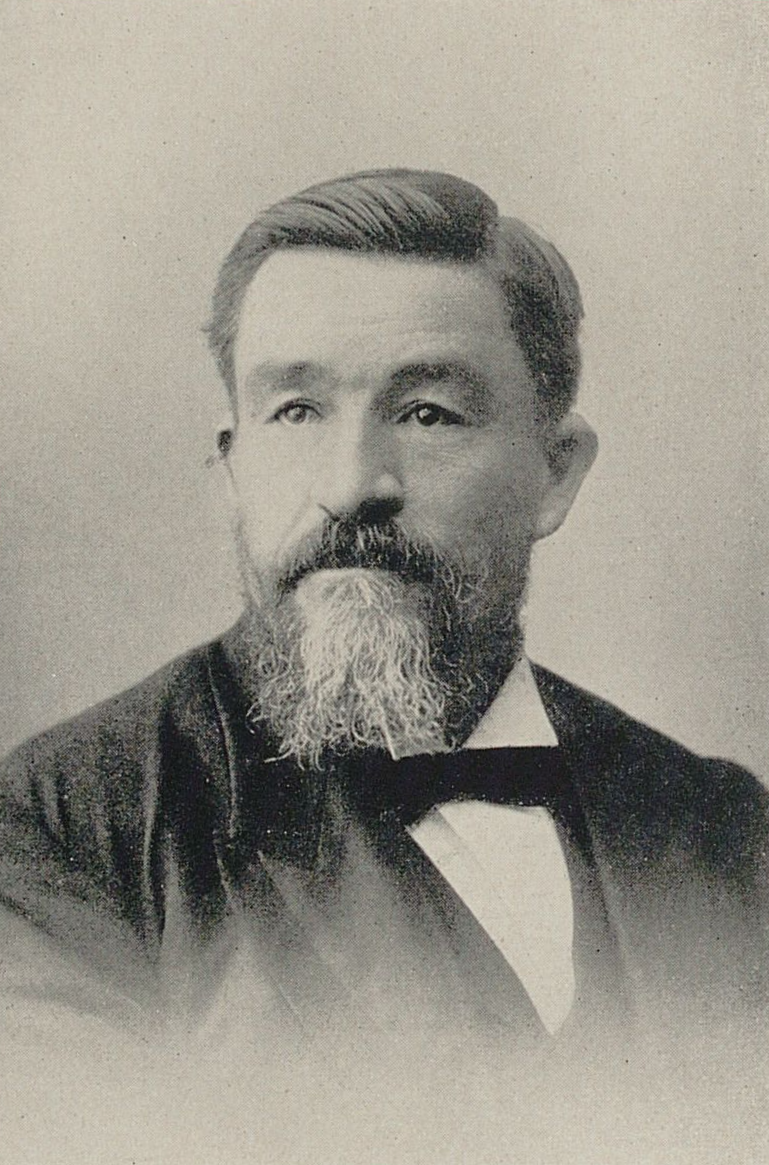
Christiaan de Wet

Christiaan Rudolf de Wet (auch Christiaan De Wet oder Christian Dewet; * 7. Oktober 1854 auf der Farm Leewkop im Oranje-Freistaat; † 5. Februar 1922 in Dewetsdorp, Oranje-Freistaat) war ein südafrikanischer Politiker und General während des Zweiten Burenkriegs.

## Leben
De Wet stammte aus einer alten Hugenottenfamilie und war zwischen 1889 und 1898 Mitglied des Volksrates des Oranje-Freistaats. Zu Beginn des Zweiten Burenkrieges befehligte er als Kommandant in Natal, dann unter Piet Cronjé als Kommandantsassistent am Modder River. Bei der Erbeutung eines großen britischen Nachschubkonvois bei Blauwbank am 15. Februar 1900 zeichnete er sich erstmals aus und ein weiteres Mal am 1. April 1900 bei einem Überfall auf den General Broadwood bei Koornspruit östlich von Bloemfontein. Im Juni desselben Jahres wurde er zum Oberkommandierenden der Truppen des Oranje-Freistaats ernannt. In dem nun folgenden Guerillakrieg gegen die überlegene britische Armee entzog er sich stets durch geschickte Ausweichmanöver der drohenden Umzingelung und brachten den Briten durch sorgfältig vorbereitete Hinterhalte empfindliche Verluste bei. Am 24. November 1900 zwang er die 450 Mann starke britische Garnison von Dewetsdorp, nach seinem Vater benannt, zur Kapitulation. Von Januar bis März 1901 unternahm er einen Feldzug durch die Kapkolonie und am 25. Dezember 1901 eroberte er ein Lager der Briten bei Tweefontein.
Sein Bruder Piet de Wet war ebenfalls ein General der Buren. Nachdem er von den britischen Truppen im Juli 1901 gefangen genommen worden war, wurde er Mitglied der National Scouts und kämpfte so gegen die Truppen seines Bruders Christiaan.
Trotz seiner militärischen Erfolge musste Christiaan de Wet am 31. Mai 1902 in den Friedensschluss von Vereeniging einwilligen. Anschließend reiste er zusammen mit Koos de la Rey und Louis Botha nach Europa, um dort die Sache der Buren zu vertreten. 1907 wurde er im ersten Kabinett der Oranjefluss-Kolonie Ackerbauminister.
Während des Ersten Weltkriegs versuchte de Wet mit anderen Buren, einen pro-deutschen Aufstand in Südafrika auszulösen. Dies scheiterte an der mangelnden Unterstützung sowohl durch die Bevölkerung als auch durch die relativ schwachen Kolonialtruppen in Deutsch-Südwestafrika. De Wet wurde Anfang Dezember 1914 von Regierungstruppen gefangen genommen und zu sechs Jahren Haft und einer Geldstrafe von 2000 Pfund verurteilt, aber bereits nach einem Jahr unter der Bedingung, sich nicht weiter politisch zu betätigen, wieder freigelassen.

## Werke
- Der Kampf zwischen Bur und Brite – Der dreijährige Krieg. Carl Siwinna, Kattowitz und Leipzig 1903.